# Intervista col vampiro (film)
Intervista col vampiro (Interview with the Vampire: The Vampire Chronicles) è un film del 1994 diretto da Neil Jordan, tratto dall'omonimo romanzo di Anne Rice. Vede come attori protagonisti Tom Cruise, Brad Pitt, Antonio Banderas, Christian Slater e una giovane Kirsten Dunst.

## Trama
San Francisco, 1993. In un albergo, Louis de Pointe du Lac viene intervistato dal giornalista Daniel Malloy a cui racconta la sua orribile e immortale natura, quella di vampiro.
New Orleans, 1791. Louis è un ricco proprietario terriero che ha perso la voglia di vivere in seguito alla morte della moglie e del figlio neonato, così il vampiro Lestat de Lioncourt, dopo averlo attentamente osservato, decide di renderlo a sua volta vampiro, per avere un compagno e per mostrargli i vantaggi di un'eterna non-vita. Louis, però, mostra ancora una sensibilità tutta umana che gli impedisce di assecondare la sua nuova natura oscura e gli rende difficile nutrirsi di esseri umani. 
Nonostante le sue remore, alla fine Louis non può negare a se stesso il bisogno di soddisfare la sua sete e, durante una notte di vagabondaggio in un quartiere abitato da appestati, incontra una bambina, Claudia, che sta piangendo sul cadavere della madre. È così che Louis la morde, dissanguandola fino a portarla sull'orlo della morte. Sconvolto Louis scappa ma Lestat, che ha assistito alla scena, lo ritrova e lo riporta a casa dove c'è anche Claudia che rende una vampira.
Trent'anni dopo. Il comportamento di Claudia è diventato sempre più ossessivo e un giorno, scorgendo una donna senza vestiti oltre una finestra, interroga Louis e Lestat sulla possibilità per lei di divenire adulta: la risposta dei due è che è costretta in eterno nel corpo di bambina. Ciò non fa che accrescere il disagio di Claudia, che esplode poco dopo, nel giorno del suo "compleanno oscuro", con un terribile accesso di rabbia indirizzata non solo verso Lestat, che l'accusa di essere un'ingrata, ma anche di Louis che invece viene molto ferito da ciò che sta accadendo. È così che Claudia, che seppur detestando Lestat non riesce a smettere di amare Louis, architetta un piano per uccidere il primo, sgozzandolo e scaricandone il cadavere nella palude fuori New Orleans.
Rimasti soli, Louis e Claudia decidono di imbarcarsi per l'Europa, alla ricerca di altri vampiri che possano spiegar loro il senso e l'origine della loro razza, ma Lestat, più forte di quanto i due credessero, non è morto e torna da loro la sera della partenza per ucciderli ma Louis gli scaglia addosso una lampada a petrolio, incendiandolo. Mentre le fiamme divorano la casa e rapidamente si diffondono al resto del quartiere francese, Claudia e Louis fuggono verso la nave e salpano alla volta del Vecchio Mondo.
Parigi, pochi anni dopo. Louis e Claudia possono finalmente vivere in pace, vagando alla ricerca di loro simili e, quando ormai vi avevano rinunciato, si imbattono in una compagnia teatrale di vampiri capeggiata da Armand, vampiro di quattrocento anni. Louis ed Armand sono attratti l'uno dall'altro - Armand rappresenta il maestro che Louis aveva tanto cercato e Louis è il compagno ideale per Armand - così Claudia, percepito il pericolo, chiede a Louis di vampirizzare Madeleine, umana che rivede in Claudia la figlia morta. Louis, per non lasciare Claudia del tutto sola, seppur a malincuore acconsente, perdendo definitivamente il suo lato umano e sensibile. 
Appena compiuta la trasformazione di Madeleine però i vampiri di Armand capitanati da Santiago irrompono nella stanza catturando i tre: Louis, accusato dell'unico crimine esistente tra i vampiri, eliminare uno di loro, viene murato vivo in una bara, mentre Claudia e Madeleine, accusate di complicità, vengono esposte alla luce del sole e muoiono incenerite. La sera Armand, che ha visto tutto ma non è intervenuto, libera Louis che, preso dall'odio, brucia l'intero teatro dove vivono i vampiri e uccide con una falce Santiago poi abbandona Armand che ritiene aver mandato Santiago a uccidere Claudia e di poter imparare da solo l'unica cosa che lui potrebbe insegnargli: non provar rimorsi per il male compiuto.
New Orleans, 1988. Dopo più d'un secolo di solitudine, Louis, girovagando per la città, sente un odore familiare e si addentra in un cimitero dove incontra Lestat che, terrorizzato dalle luci e dai rumori della notte dei tempi moderni, cerca di convincere Louis a tornare con lui, ma questi rifiuta.
San Francisco, 1993. Come ultima confidenza, Louis rivela a Malloy di aver perso ogni gusto per la vita immortale da quando non c'è più Claudia ma il giornalista, ritenendo impossibile perdere interesse dopo tutto ciò che ha visto in due secoli di vita, insiste per esser vampirizzato. Louis, innervosito, lo accusa di non aver capito nulla e lo aggredisce ma si rifiuta di vampirizzarlo. 
Poco dopo. Lasciato l'albergo, Malloy si mette in macchina riascoltando le cassette registrate dall'inizio quando viene aggredito e morso da Lestat che, tornato forte grazie al suo sangue, gli dice di non preoccuparsi perché intende dargli "quella scelta che a lui non fu data" (la stessa che aveva concesso a Louis prima di vampirizzarlo) ossia scegliere se morire in seguito al morso o diventare immortale.

## Produzione

### Cast
Il ruolo di Daniel Malloy doveva essere di River Phoenix, ma l'attore morì quattro settimane prima dell'inizio delle riprese. Christian Slater, l'attore che rimpiazzò Phoenix, donò tutto il suo stipendio alle organizzazioni di beneficenza che l'attore defunto preferiva. L'intera pellicola ha anche una dedica nei confronti di Phoenix dopo i titoli di coda.
Nei titoli di coda, inoltre, si può sentire la cover di Simpathy for the Devil dei  Rolling Stones eseguita dai Guns N' Roses.

## Accoglienza
La pellicola fu un grandissimo successo al botteghino, diventando uno dei più grandi successi del suo genere. Contro un budget di ben 60 milioni di dollari, il film ebbe un incasso di oltre 230 milioni di dollari.
Malgrado le numerose candidature internazionali sia agli Oscar sia ai Golden Globe, al film furono conferiti soltanto due premi meno prestigiosi (l'MTV Movie Awards per l'interpretazione di Kirsten Dunst e di Brad Pitt e il Premio Blockbuster a Tom Cruise come miglior attore di un film thriller/horror). Il film vinse inoltre il premio "peggiore coppia", quella formata da Brad Pitt e Tom Cruise, ai Razzie Awards del 1995.

## Riconoscimenti
- 1995 - Premio Oscar
  - Candidatura per la miglior scenografia a Dante Ferretti e Francesca Lo Schiavo
  - Candidatura per la miglior colonna sonora originale (Interview with the Vampire) a Elliot Goldenthal
- 1995 - Golden Globe
  - Candidatura per la migliore attrice non protagonista a Kirsten Dunst
  - Candidatura per la migliore colonna sonora originale (Interview with the Vampire) a Elliot Goldenthal
- 1995 - Premio BAFTA
  - Miglior fotografia a Philippe Rousselot
  - Miglior scenografia a Dante Ferretti
  - Candidatura per i migliori costumi a Sandy Powell
  - Candidatura per il miglior trucco a Stan Winston, Michèle Burke e Jan Archibald
- 1994 - Chicago Film Critics Association Awards
  - Miglior performance rivelazione a Kirsten Dunst
  - Candidatura per la migliore attrice non protagonista a Kirsten Dunst
- 1995 - Nastro d'argento
  - Migliore scenografia a Dante Ferretti
  - Candidatura per il Nastro d'argento europeo a Neil Jordan
- 1995 - MTV Movie Award
  - Migliore performance maschile a Brad Pitt
  - Attore più attraente a Brad Pitt
  - Miglior performance rivelazione a Kirsten Dunst
  - Candidatura per il miglior film
  - Candidatura per l'attore più attraente a Tom Cruise
  - Candidatura per l'attore più attraente a Christian Slater
  - Candidatura per la miglior coppia a Tom Cruise e Brad Pitt
  - Candidatura per il miglior cattivo a Tom Cruise
- 1994 - Razzie Awards
  - Peggiore coppia a Tom Cruise e Brad Pitt
- 1995 - Saturn Award
  - Miglior film horror
  - Miglior attore emergente a Kirsten Dunst
  - Miglior trucco a Rick Baker e Ve Neill
  - Migliori costumi a Sandy Powell
  - Candidatura per la miglior regia a Neil Jordan
  - Candidatura per il miglior attore protagonista a Tom Cruise
  - Candidatura per il miglior attore protagonista a Brad Pitt
  - Candidatura per la miglior colonna sonora a Elliot Goldenthal
  - Candidatura per il miglior trucco a Stan Winston e Michèle Burke

- 1994 - Boston Society of Film Critics Award
  - Migliore attrice non protagonista a Kirsten Dunst
- 1995 - Premio Hugo
  - Candidatura per la miglior rappresentazione drammatica
- 1995 - ASCAP Award
  - Top Box Office Films a Elliot Goldenthal
- 1994 - British Society of Cinematographers
  - Miglior fotografia a Philippe Rousselot
- 1995 - Dallas-Fort Worth Film Critics Association Awards
  - Candidatura per la miglior attrice non protagonista a Kirsten Dunst
- 1995 - National Society of Film Critics Awards
  - Candidatura per la miglior fotografia a Philippe Rousselot
- 1994 - Awards Circuit Community Awards
  - Miglior scenografia a Dante Ferretti e Malcolm Middleton
  - Migliori costumi a Sandy Powell
  - Menzioni onorevoli a Neil Jordan
  - Candidatura per la miglior attrice non protagonista a Kirsten Dunst
  - Candidatura per la miglior sceneggiatura non originale a Anne Rice
  - Candidatura per il miglior trucco e acconciature
  - Candidatura per la miglior colonna sonora originale a Elliot Goldenthal
- 1995 - Chlotrudis Awards
  - Candidatura per la miglior attrice non protagonista a Kirsten Dunst
- 1994 - Fangoria Chainsaw Awards
  - Candidatura per il miglior attore a Tom Cruise
- 1995 - International Horror Guild
  - Miglior film
- 1995 - Sci-Fi Universe Magazine
  - Miglior film horror
- 1995 - YoungStar Awards
  - Miglior attrice esordiente in un film drammatico a Kirsten Dunst